# سلیمان‌آباد (دالاهو)
سلیمان‌آباد، روستایی است از توابع بخش مرکزی شهرستان دالاهو استان کرمانشاه ایران.

## جمعیت
این روستا در دهستان حومه کرند قرار داشته و بر اساس سرشماری سال ۱۳۸۵ جمعیت آن (۵۳خانوار) ۲۲۵نفر بوده‌است.

## منبع
1. ↑  درگاه ملی آمار